# 哈利机场
哈利机场（芬蘭語：Hallin lentoasema，IATA：KEV，ICAO：EFHA），是芬兰的一座军用机场，位于芬兰南部的耶姆赛。芬兰空军试飞中心以及空军技术学校在2013年底之前设在哈利机场。